# Linia feroviară Grodzisk Mazowiecki–Zawiercie

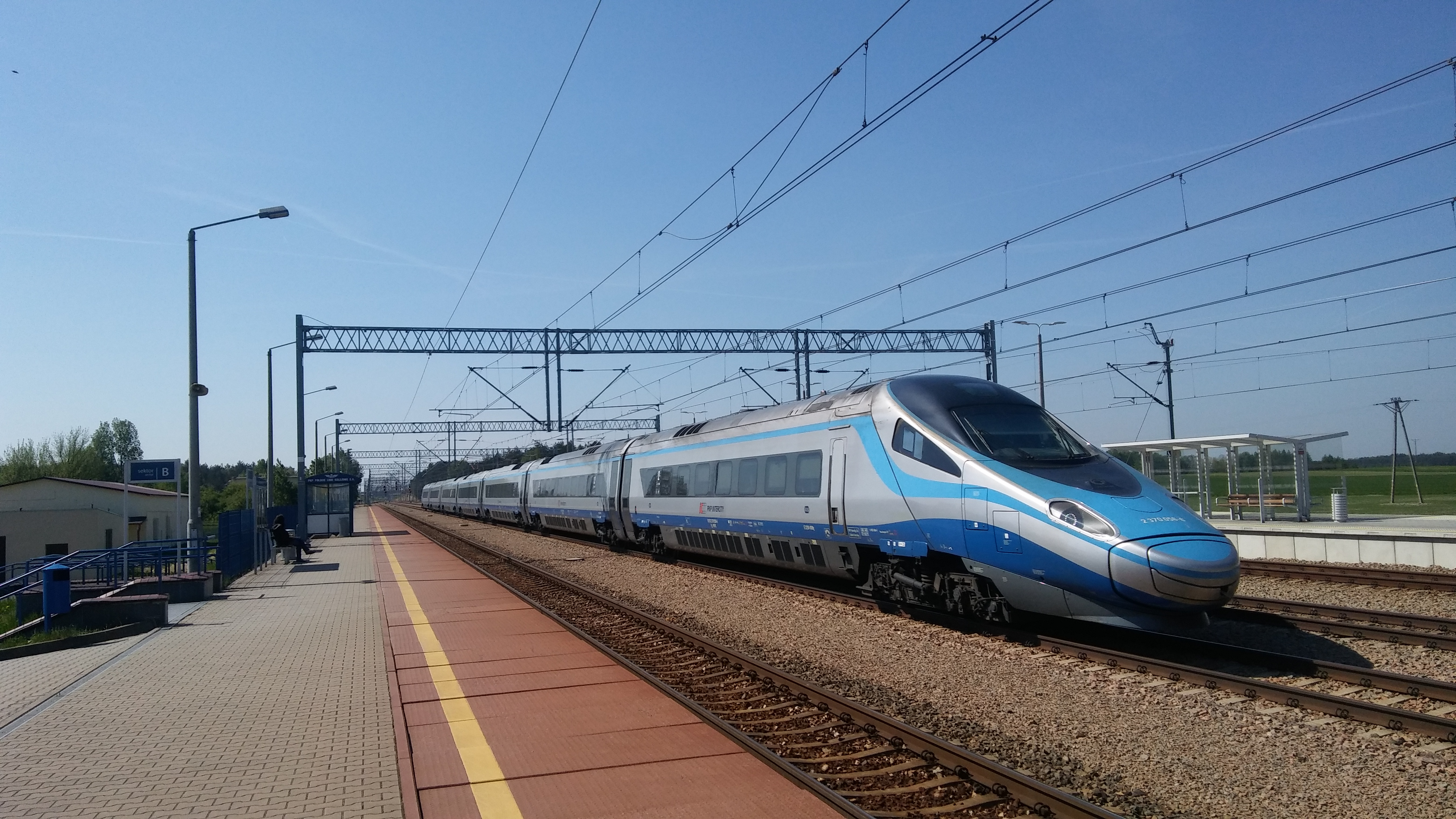
Stația de marfă și halta Włoszczowa Północ în orașul Włoszczowa, la kilometrul 154,390 al liniei.

Linia feroviară Grodzisk Mazowiecki–Zawiercie, numită și Magistrala Feroviară Centrală (poloneză Centralna Magistrala Kolejowa) este o cale ferată în lungime de 223,833 km, care leagă Varșovia, capitala Poloniei, cu zonele industriale din sudul țării. Este singura cale ferată de mare viteză din Polonia, care permite trenurilor viteze mai mari decât 250 km/h. A fost construită între 1971-1977 ca mediul de descongestionare a paralelei linii feroviare de la Varșovia la Katowice și a fost folosită inițial numai pentru transportări de marfă.
În sistemul administratorului rețelei feroviare, PKP Polskie Linie Kolejowe, Magistrala Feroviară Centrală are număr 4, iar orarul trenurilor de călători este inclus în tabelul 100 al orarului oficial.

## Servicii

### Călători
- trenurile puse în circulație de către PKP Intercity:
  - Express și Express InterCity (trenuri rapide)
  - TLK (trenuri accelerate)
  - EuroCity (trenuri rapide internaționale)
  - mai multe trenuri accelerate internaționale
- trenurile puse în circulație de către Przewozy Regionalne:
  - InterRegio (trenuri accelerate)

### Marfă
Majoritatea transportărilor de marfă pe linia 4 este organizată de PKP Cargo.